# Kantábria
Kantábria (spanyolul: Cantabria) Spanyolország egyik autonóm közössége.

## Fekvése
Spanyolország északi részén, az Atlanti-óceánhoz tartozó Vizcayai-öböl partján fekszik, amelynek ezt a részét a spanyolok Kantábriai-tengernek is nevezik. Kantábria déli, Palencia tartománnyal alkotott határán emelkedik a Három Tenger-csúcs, amely arról nevezetes, hogy ennek a hegynek a három oldalán eredő folyók három különböző tengerbe ömlenek (ha az imént említett Kantábriai-tengert az Atlanti-óceántól különbözőnek tekintjük).

## Közigazgatás
Az autonóm közösség közigazgatási felosztását az 1999/8 számú törvény szabályozza, melyet 1999. április 28-án léptetett hatályba Kantábria Autonóm Közössége.

### Járások
Járásainak (comarcas) száma 10: 

Kantábria járásai és önkormányzatai

- Santander járás (Comarca de Santander) – közigazgatási székhelye: Santander,
- Besaya járás (Comarca del Besaya) – közigazgatási székhelye: Torrelavega,
- Saja-Nansa járás (Comarca del Saja-Nansa)
- Costa Occidental járás (Comarca de la Costa Occidental)
- Costa Oriental járás (Comarca de la Costa Oriental)
- Trasmiera járás (Comarca de Trasmiera)
- Pas-Miera járás (Comarca del Pas-Miera)
- Asón-Agüera járás (Comarca del Asón-Agüera)
- Liébana járás (Comarca de Liébana) – legfontosabb része a Picos de Europa
- Campoo-Los valles járás (Comarca de Campoo-Los Valles)

## További információk

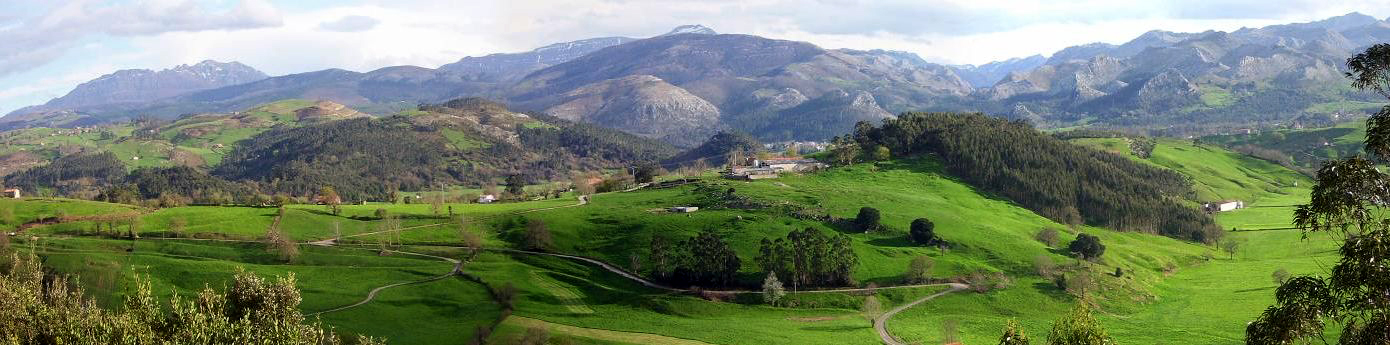
Santa Marina Cantabria